# Lleó (metge)
Lleó (en llatí Leo o Leon, en grec antic Λεών) fou un metge anomenat  φιλόσοφος καὶ ἰατρός (filòsof i metge).
Va escriure una breu obra en grec, en set llibres, titulada Σύνοψις τῆς Ἰατρικῆς, Conspectus Medicinae, dedicada a una persona anomenada Georgius, que li havia demanat que l'escrigués. Descriu unes dues-centes malalties, en gran part preses de Galè. No se sap en quina època va viure Lleó, però segurament cap al segle viii o el segle ix.